# Хайдудорогская архиепархия
Хайдудорогская архиепархия (лат. Archieparchia Haidudoroghensis) — архиепархия Венгерской католической церкви с центром в городе Дебрецен, Венгрия. В Хайдудорогскую митрополию входят епархии Мишкольца и Ньиредьхазы. Кафедральным собором хайдудорогской архиепархии является церковь Введения во храм Пресвятой Богородицы в городе Хайдудорог.

## История
Предпосылками образования Хайдудорогской епархии стали действия мукачевского епископа Стефана Панковича, который поддерживал политику мадьяризации русинского народа. В 1870 году он на Будапештском церковном конгрессе объявил о верховенстве латинской церкви над Мукачевской епархии. Впоследствии он выделил южный регион мукачевской епархии с центром в городе Хайдудорог в особый викариат, где ввёл богослужение на венгерском языке. 8 июня 1912 года Римский папа Пий X издал буллу «Christifideles graeci», которой на основе южного викариата мукачевской епархии учредил самостоятельную Хайдудорогскую епархию византийского обряда с подчинением латинской эстергомской митрополии (сегодня — Архиепархия Эстергома-Будапешта). К хайдудорогской епархии отошли часть территории епархий Клуж-Напока, Оради и архиепархий Эстергома и Фэгэраша и Албы-Юлии.
9 апреля 1934 года Конгрегация по делам восточных церквей, учитывая результаты Трианонского договора, издала декрет «Apostolica sedes», которым передала 67 румыноязычных приходов Хайдудорогской епархии Румынской католической церкви, в частности 35 приходов архиепархии Фэгэраша и Албы-Юлии, 22 прихода епархии Оради и 10 приходов епархии Марамуреша.
5 марта 2011 года Конгрегация по делам восточных церквей выпустила декрет «Ut aptius spirituali», которым передала 29 приходов Хайдудорогской епархии апостольскому экзархату Мишкольца.
20 марта 2015 года при реорганизации церковных административно-территориальных структур Хайдудорогская епархия была возведена в ранг митрополии с суффраганными епархиями Мишкольца и Ньиредьхазы. При этом в этот же день новообразованная епархия Ньиредьхазы получила часть территории старой Хайдудорогской епархии. Кафедра митрополии была перенесена в город Дебрецен.

## Ординарии епархии
- епископ Иштван Миклоши (23.06.1913 — 30.10.1937);
- епископ Миклош Дудаш O.S.B.M.[2] (25.03.1939 — 15.07.1972);
- епископ Имре Тимко (7.01.1975 — 30.03.1988);
- епископ Силард Керестеш (30.06.1988 — 10.11.2007);
- архиепископ Петер Фюлёп Кочиш (2.05.2008 — по настоящее время).

## Источник
- Annuario Pontificio, Libreria Editrice Vaticana, Città del Vaticano, 2003, ISBN 88-209-7422-3
- Bolla Christifideles graeci, AAS 4 (1912), стр. 429—435  (лат.)
- Decreto Apostolica Sedes, AAS 26 (1934), стр. 436  (лат.)
- Decreto Ut aptius spirituali, AAS 103 (2011), стр. 306  (лат.)